# Л.П. Териколи (Мачерата)
Л.П. Териколи (итал. L.P. Terricoli) насеље је у Италији у округу Мачерата, региону Марке.
Према процени из 2011. у насељу је живело 5 становника. Насеље се налази на надморској висини од 394 м.